# Étoile de Bessèges 2008
L'Étoile de Bessèges 2008, trentottesima edizione della corsa valevole come prova del circuito UCI Europe Tour 2008 categoria 2.1, si svolse in cinque tappe dal 6 al 10 febbraio 2008 per un percorso totale di 737 km con partenza da Le Grau-du-Roi e arrivo a Bessèges. Fu vinta dal russo Jurij Trofimov, della Bouygues Télecom, che si impose in 17 ore 46 minuti e 33 secondi, alla media di 41,46 km/h.
Al traguardo di Bessèges 125 ciclisti completarono il tour.

## Tappe
| Tappa  | Data        | Percorso                                  | km    | Vincitore di tappa | Leader cl. generale |
| ------ | ----------- | ----------------------------------------- | ----- | ------------------ | ------------------- |
| 1ª     | 6 febbraio  | Le Grau-du-Roi > Le Grau-du-Roi           | 154   | Jan Kuyckx         | Jan Kuyckx          |
| 2ª     | 7 febbraio  | Nîmes > Saint-Ambroix                     | 149,2 | Stefan van Dijk    | Jan Kuyckx          |
| 3ª     | 8 febbraio  | La Grand-Combe > Les Salles-du-Gardon     | 138,1 | Jurij Trofimov     | Jurij Trofimov      |
| 4ª     | 9 febbraio  | Allègre-les-Fumades > Allègre-les-Fumades | 151,7 | Angelo Furlan      | Jurij Trofimov      |
| 5ª     | 10 febbraio | Gagnières > Bessèges                      | 145   | Borut Božič        | Jurij Trofimov      |
| Totale | Totale      | Totale                                    | 738   |                    |                     |

## Squadre e corridori partecipanti
| N.    | Cod. | Squadra                      |
| ----- | ---- | ---------------------------- |
| 1-8   | COF  | Cofidis                      |
| 11-18 | SIL  | Silence-Lotto                |
| 21-28 | C.A  | Crédit Agricole              |
| 31-38 | MIT  | Mitsubishi-Jartazi           |
| 41-48 | ALM  | AG2R La Mondiale             |
| 51-58 | LAN  | Landbouwkrediet-Tönissteiner |
| 61-68 | BTL  | Bouygues Télécom             |
| 71-78 | TSV  | Topsport Vlaanderen          |
| 81-88 | FDJ  | Française des Jeux           |
| 91-98 | TSV  | Topsport Vlaanderen-Mercator |

| N.      | Cod. | Squadra                           |
| ------- | ---- | --------------------------------- |
| 100-108 | AGR  | Agritubel                         |
| 111-118 | ELK  | ELK Haus-Simplon                  |
| 121-128 | AUB  | Auber 93                          |
| 131-138 | SKT  | An Post-M.Donnelly-Grant Thornton |
| 141-148 | BAL  | Bretagne-Armor Lux                |
| 151-158 | CCD  | Differdange-Apiflo Vacances       |
| 161-168 | RLM  | Roubaix-Lille Métropole           |
| 171-178 | MIE  | Miche-Silver Cross                |
| 181-188 | PNB  | P-Nivo-Betonexpressz 2000         |

## Dettagli delle tappe

### 1ª tappa
- 6 febbraio: Le Grau-du-Roi > Le Grau-du-Roi – 154 km

Risultati
| Pos. | Corridore        | Squadra         | Tempo    |
| ---- | ---------------- | --------------- | -------- |
| 1    | Jan Kuyckx       | Landbouwkrediet | 3h33'32" |
| 2    | Gianni Meersman  | Franç. des Jeux | s.t.     |
| 3    | Nicolas Rousseau | AG2R La Mond.   | s.t.     |

| Pos. | Corridore        | Squadra         | Tempo    |
| ---- | ---------------- | --------------- | -------- |
| 1    | Jan Kuyckx       | Landbouwkrediet | 3h33'22" |
| 2    | Gianni Meersman  | Franç. des Jeux | a 2"     |
| 3    | Nicolas Rousseau | AG2R La Mond.   | a 6"     |

### 2ª tappa
- 7 febbraio: Nîmes > Saint-Ambroix – 149,2 km

Risultati
| Pos. | Corridore       | Squadra         | Tempo    |
| ---- | --------------- | --------------- | -------- |
| 1    | Stefan van Dijk | Mitsubishi      | 3h56'40" |
| 2    | Erki Pütsep     | Bouygues Tél.   | s.t.     |
| 3    | Borut Božič     | Cycle Collstrop | s.t.     |

| Pos. | Corridore        | Squadra         | Tempo    |
| ---- | ---------------- | --------------- | -------- |
| 1    | Jan Kuyckx       | Landbouwkrediet | 7h30'02" |
| 2    | Gianni Meersman  | Franç. des Jeux | a 1"     |
| 3    | Nicolas Rousseau | AG2R La Mond.   | a 6"     |

### 3ª tappa
- 8 febbraio: La Grand-Combe > Les Salles-du-Gardon – 138,1 km

Risultati
| Pos. | Corridore        | Squadra         | Tempo    |
| ---- | ---------------- | --------------- | -------- |
| 1    | Jurij Trofimov   | Bouygues Tél.   | 3h37'29" |
| 2    | Pierre Rolland   | Crédit Agricole | a 57"    |
| 3    | Pierrick Fédrigo | Bouygues Tél.   | a 1'01"  |

| Pos. | Corridore        | Squadra         | Tempo     |
| ---- | ---------------- | --------------- | --------- |
| 1    | Jurij Trofimov   | Bouygues Tél.   | 11h07'41" |
| 2    | Gianni Meersman  | Franç. des Jeux | a 52"     |
| 3    | Pierrick Fédrigo | Bouygues Tél.   | a 57"     |

### 4ª tappa
- 9 febbraio: Allègre-les-Fumades > Allègre-les-Fumades – 151,7 km

Risultati
| Pos. | Corridore       | Squadra         | Tempo    |
| ---- | --------------- | --------------- | -------- |
| 1    | Angelo Furlan   | Crédit Agricole | 3h29'53" |
| 2    | Borut Božič     | Cycle Collstrop | s.t.     |
| 3    | Stefan van Dijk | Mitsubishi      | s.t.     |

| Pos. | Corridore        | Squadra         | Tempo     |
| ---- | ---------------- | --------------- | --------- |
| 1    | Jurij Trofimov   | Bouygues Tél.   | 14h37'34" |
| 2    | Gianni Meersman  | Franç. des Jeux | a 52"     |
| 3    | Pierrick Fédrigo | Bouygues Tél.   | a 57"     |

### 5ª tappa
- 10 febbraio: Gagnières > Bessèges – 145 km

Risultati
| Pos. | Corridore        | Squadra         | Tempo    |
| ---- | ---------------- | --------------- | -------- |
| 1    | Borut Božič      | Cycle Collstrop | 3h08'59" |
| 2    | Angelo Furlan    | Crédit Agricole | s.t.     |
| 3    | Steffen Radochla | ELK Haus        | s.t.     |

| Pos. | Corridore        | Squadra         | Tempo     |
| ---- | ---------------- | --------------- | --------- |
| 1    | Jurij Trofimov   | Bouygues Tél.   | 17h46'33" |
| 2    | Gianni Meersman  | Franç. des Jeux | a 52"     |
| 3    | Pierrick Fédrigo | Bouygues Tél.   | a 57"     |

## Classifiche finali

### Classifica generale
| Pos. | Corridore          | Squadra         | Tempo     |
| ---- | ------------------ | --------------- | --------- |
| 1    | Jurij Trofimov     | Bouygues Tél.   | 17h46'33" |
| 2    | Gianni Meersman    | Franç. des Jeux | a 52"     |
| 3    | Pierrick Fédrigo   | Bouygues Tél.   | a 57"     |
| 4    | Nicolas Jalabert   | Agritubel       | a 1'01"   |
| 5    | Bert De Waele      | Landbouwkrediet | a 1'06"   |
| 6    | Frederik Veuchelen | Topsport Vl.    | a 1'08"   |
| 7    | Benny De Schrooder | An Post         | a 1'11"   |
| 8    | Jens Renders       | Topsport Vl.    | s.t.      |
| 9    | Frédéric Amorison  | Landbouwkrediet | s.t.      |
| 10   | Jonathan Hivert    | Crédit Agricole | s.t.      |

### Classifica a punti
| Pos. | Corridore       | Squadra         | Punti |
| ---- | --------------- | --------------- | ----- |
| 1    | Borut Božič     | Cycle Collstrop | 61    |
| 2    | Angelo Furlan   | Crédit Agricole | 53    |
| 3    | Stefan van Dijk | Mitsubishi      | 51    |
| 4    | Gianni Meersman | Franç. des Jeux | 47    |
| 5    | Anthony Ravard  | Agritubel       | 45    |

### Classifica giovani
| Pos. | Corridore        | Squadra         | Punti     |
| ---- | ---------------- | --------------- | --------- |
| 1    | Gianni Meersman  | Fran. des Jeux  | 17h47'25" |
| 2    | Jonathan Hivert  | Crédit Agricole | a 19"     |
| 3    | Francis De Greef | Silence-Lotto   | a 53"     |
| 4    | Pierre Rolland   | Crédit Agricole | a 1'21"   |
| 5    | Julien El Fares  | Cofidis         | a 1'32"   |

### Classifica a squadre
| Pos. | Squadra                      | Tempo     |
| ---- | ---------------------------- | --------- |
| 1    | Landbouwkrediet-Tönissteiner | 53h23'02" |
| 2    | Agritubel                    | a 6"      |
| 3    | Crédit Agricole              | s.t.      |
| 4    | Topsport Vlaanderen          | a 10"     |
| 5    | Cycle Collstrop              | s.t.      |